# Porto Velho
Porto Velho är en stad och kommun i västra Brasilien och är huvudstad i delstaten Rondônia. Den är belägen vid floden Madeira och är med sina cirka 370 000 invånare i centralorten (2010) en av de största städerna i Amazonområdet. Platsen började bosättas 1907 vid arbetet med att dra järnväg genom området men staden grundades officiellt den 2 oktober 1914.

## Administrativ indelning
Kommunen var 2010 indelad i tolv distrikt:
- Abunã
- Calama
- Demarcação
- Extrema
- Fortaleza do Abunã
- Jaci Paraná
- Mutum Paraná
- Nazaré
- Nova Califórnia
- Porto Velho
- São Carlos
- Vista Alegre do Abunã

## Befolkningsutveckling
| Område              | Areal (km²)   | Invånarantal 1 augusti 2000 | Invånarantal 1 augusti 2010 | Invånarantal 1 juli 2014 |
| ------------------- | ------------- | --------------------------- | --------------------------- | ------------------------ |
| Kommun              | 34 096,39     | 334 661                     | 428 527                     | 494 013                  |
| Urban befolkning    | Ingen uppgift | 273 709                     | 390 733                     | Ingen uppgift            |
| ...varav centralort | Ingen uppgift | 262 157                     | 369 361                     | Ingen uppgift            |